# 哈利·波特与密室 (游戏)
《哈利·波特与密室》是由Eurocom開發，电子艺界於2002年發售的遊戲。先後推出PlayStation 2、Xbox、GameCube、Windows、Game Boy Advance、Game Boy Color版本。

## 角色
注意：不是所有人物都會在全部版本的遊戲中出現。
- 哈利·波特：12歲，一個勇敢的巫師，主角並且是遊戲中唯一能操控的角色。在遊戲中，當哈利喝下變身水之後，會有一小段時間變成高爾。
- 榮恩·衛斯理：哈利的好友。通常帶領哈利前往課室或魁地奇球場。當他和哈利喝下變身水時，他變成克拉一小段時間。
- 妙麗·格蘭傑：在遊戲中很少與哈利同行。她在游戏结束前都被石化（無法動彈）了。
- 金妮·衛斯理：榮恩的最小的妹妹。哈利在遊戲最後拯救了她。在 PS2, Xbox, 和 GameCube 版本中，哈利還必須找到金妮在斜角巷遺失的幾項東西。
- 弗雷和喬治·衛斯理：兩兄弟，金妮和榮恩的哥哥。在電腦版本，他們是一個不太重要的角色。
- 奈威·隆巴頓：哈利的其中一個室友，是個笨拙、健忘的男孩。 在PS2/Xbox/GameCube版本中他中了一個在掛毯之後的陷阱，而且哈利必須找到' diffindo' 這個咒語才能釋放他
- 跩哥·馬份：哈利的敵人，在晚間經常鬼鬼祟祟地在校園走動。
- 愛哭鬼麥朵：經常在二樓女生廁所出沒的一個鬼魂。
- 阿不思·鄧不利多：幾乎在遊戲不登場
- 賽佛勒斯·石內卜：霍格華茲的魔藥學教師。對學生非常嚴厲。經常可以在位於地窖的教室附近看見他。
- 麥教授：霍格華茲的變形學教師。她的教室在二樓的左邊。
- 孚立維教授：霍格華茲的符咒學教師。她的教室在二樓的右邊。
- 洛哈教授：霍格華茲的新任黑魔法防禦術教師。他的教室在三樓。
- 魯霸·海格：身型十分高大的半巨人，經常可以在他的小屋附近看見他。
- 芽菜教授：霍格華茲的藥草學教師。她在校園右側的溫室裡教授藥草學。
- 胡奇夫人(只出現於PS2、Xbox和GBA版本)：霍格華茲的飛行訓練課教師。
- 奧立佛·木透：葛來芬多學院魁地奇隊伍的隊長。
- 派西·衛斯理：葛來芬多學院的級長，是弗雷、喬治、榮恩和金妮的哥哥。

## 咒語
注意: 不是全部咒語都能夠在不同平台版本的遊戲使用。
- 弗利噴多 (全部版本)
- Alohomora (全部版本)
- Lumos (全部版本)
- Skurge (全部版本)
- Diffindo (全部版本
- Mimblewimble（只限電腦版本）
- Rictusempra (只限電腦版本)
- 彈跳咒 (只限電腦版本)
- Incendio (只限PS2、Xbox和GCN版本)
- Locomotor Mortis (只限PS2、Xbox和GCN版本)

## 外部連結
- 官方網站